# Mark Aguirre

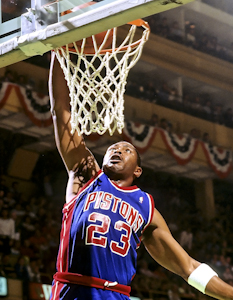
Mark Aguirre jogando pelo Detroit Pistons.

Mark Anthony Aguirre (Chicago, 10 de dezembro de 1959), é um ex-jogador de basquetebol profissional norte-americano que foi duas vezes campeão da NBA jogando pelo Detroit Pistons (1989 e 1990).